# Poligony wojskowe w Polsce

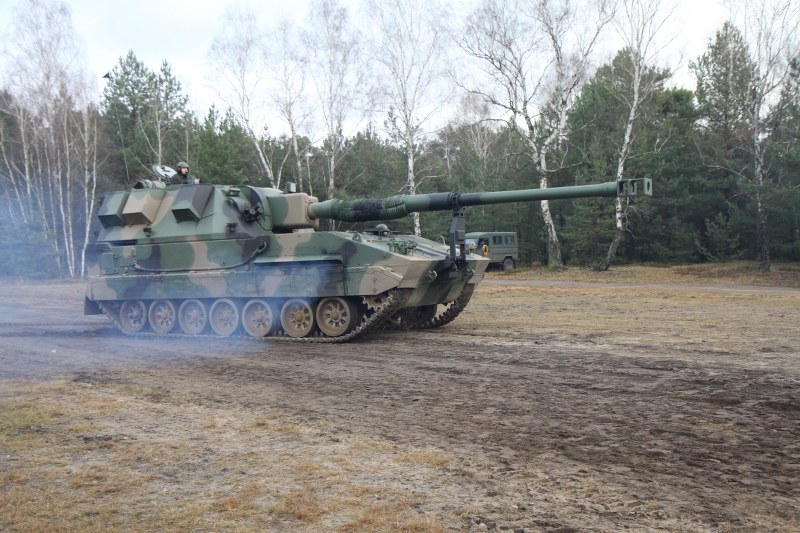
Poligon toruński – Święto Wojsk Rakietowych i Artylerii (30 listopada 2012)

Poligony wojskowe w Polsce – zdecydowana większość z poligonów wojskowych powstała przed II wojną światową. Część z nich to poligony poniemieckie lub byłe poligony rosyjskie, później używane również przez Armię Radziecką oraz Siły Zbrojne Polskiej Rzeczypospolitej Ludowej. Obecnie wszystkie czynne poligony wojskowe na terenie Polski należą do Sił Zbrojnych RP, część z nich udostępniana jest wojskom sojuszniczym w ramach NATO. Poligony w Polsce zajmują 0,58% powierzchni całego kraju.

## Lokalizacja
Duże polskie poligony wojskowe rozlokowane są w różnych częściach kraju, lecz można wyróżnić dwa ich największe skupiska:
- Bory Dolnośląskie – w rejonie miast Bolesławiec, Przemków i Żagań,
- Pojezierze Drawskie i Szczecineckie – w rejonie miast Szczecinek i Drawsko Pomorskie.

Poligony garnizonowe znajdują się w okolicy większości miast posiadających stały garnizon wojskowy.

## Historia
Jednym z najstarszych poligonów jest poligon toruński, na którym ćwiczenia odbywały się już pod koniec XVIII wieku. Wiekowymi są również: poligon w Łambinowicach z 1864 oraz poligon Orzysz, założony w 1890.
Pierwsze poligony na dzisiejszych ziemiach polskich zostały założone na potrzeby obcych armii. W okresie rozbiorów powstały pierwsze poligony armii pruskiej, potem także rosyjskiej.
Pierwsze poligony zakładane przez Wojsko Polskie powstały w okresie dwudziestolecia międzywojennego (np. poligon w Nowej Dębie).
Kolejne poligony na terenie dzisiejszej Polski związane są z niemieckimi przygotowaniami do II wojny światowej – utworzono wtedy m.in. poligon w Bornem Sulinowie, na Pustyni Błędowskiej i szereg obiektów na wybrzeżu Morza Bałtyckiego. Nowe poligony powstawały także w trakcie wojny i były związane głównie z niemieckimi przygotowaniami do operacji Barbarossa. W okresie PRL Wojsko Polskie użytkowało większość poligonów wespół z Armią Radziecką, a na niektóre z nich polscy żołnierze nie mieli nawet wstępu. W tym okresie również powstało kilka nowych poligonów.
Po wycofaniu wojsk radzieckich rozpoczęło się przejmowanie przez Wojsko Polskie pozostawionych poligonów. Ze względu na ograniczone potrzeby polskiej armii zdecydowano o likwidacji wielu poligonów, zaczęto również wykorzystywać poligony garnizonowe do celów cywilnych. Dzisiaj na poligonach kręcone są filmy oraz urządzane zawody motocrossowe.

## Podział ze względu na wielkość
Poligony znajdujące się na terenie Polski można podzielić na dwie grupy:
- duże poligony, ośrodki szkolenia, niezależne jednostki wojskowe służące innym jednostkom z terenu całego kraju,
- poligony garnizonowe o znaczeniu lokalnym, place ćwiczeń i strzelnice.

Największym z polskich poligonów jest poligon w Świętoszowie (założony w 1898, obszar około 38 tys. ha). Najbardziej znany i najlepiej wyposażony to poligon w Drawsku Pomorskim. Do ciekawszych obiektów należy też zaliczyć poligon w Wędrzynie (m.in. szkolenia Wojsk Specjalnych), Wicku Morskim/Ustce (poligon przeciwlotniczy), poligon w Nadarzycach (największy lotniczy poligon w Europie) i poligon Orzysz z siedzibą w Bemowie Piskim.
Poligon w Świętoszowie rywalizuje o miano największego poligonu w Europie z Poligonem Jaworowskim na Ukrainie. Mimo że ten ostatni zajmuje obszar ponad 40 tys. ha, jedynie około 29 tys. ha jest wykorzystywanych podczas ćwiczeń.

## Podział ze względu na wykorzystanie
Poligony znajdujące się na terenie Polski można ze względu na wykorzystanie podzielić na następujące kategorie:
- poligony czynne – poligony wykorzystywane w sposób ciągły do prowadzenia ćwiczeń. Poligony takie są pod stałą ochroną wojskową lub inną. Wstęp na czynny poligon jest możliwy jedynie za zgodą komendanta poligonu i tylko w czasie gdy nie są prowadzone ćwiczenia. Przykładami takich poligonów są poligony w Drawsku Pomorskim, w Wicku Morskim i Orzyszu.
- poligony czynne czasowo – poligony otwarte, zamykane (najczęściej niecałe) jedynie na czas ćwiczeń. Poligony takie często są wykorzystywane jako miejsca detonacji ładunków znalezionych przez saperów oraz miejsca podstawowych ćwiczeń okolicznych jednostek wojskowych. Przykładem takiego poligonu jest poligon w Muszakach.
- poligony nieczynne – byłe poligony, niewykorzystywane już w celach wojskowych. Zasadniczo nie są strzeżone ani patrolowane. Wstęp do nich jest możliwy co nie oznacza, że bezpieczny. Przykładami poligonów nieczynnych są poligon w Bornem Sulinowie i poligon w Solcu Kujawskim.

## Największe poligony w Polsce
| Poligon             | Lokalizacja                                                           | Status                    | Opis |
| ------------------- | --------------------------------------------------------------------- | ------------------------- | --- |
| Biedrusko           | na północ od miasta Poznań, między Biedruskiem a Chludowem            | czynny                    | Poligon wojsk lądowych, wykorzystywany głównie przez Centrum Szkolenia Wojsk Lądowych im. Hetmana Polnego Koronnego Stefana Czarnieckiego jako poligon czołgowy. |
| Borne Sulinowo      | na południe od miasta Borne Sulinowo                                  | nieczynny                 | Dawny poligon wojsk lądowych, nieużywany od połowy lat 90 XX w., po wycofaniu wojska radzieckiego. Razem z poligonami w Okonku i Nadarzycach tworzył zespół poligonów Północnej Grupy Wojsk Armii Radzieckiej.                                                                                       |
| Czarne              | na północ i południowy zachód od miasta Czarne                        | czynny                    | Poligon czołgowy. |
| Czerwony Bór        | na zachód od miasta Zambrów                                           | nieczynny                 | Dawny poligon wojskowy, zlikwidowany w 1992 roku. Obecnie więzienie. |
| Drawsko Pomorskie   | na południe od miasta Drawsko Pomorskie                               | czynny                    | Centrum Szkolenia Wojsk Lądowych, najnowocześniej wyposażony poligon Wojsk Lądowych i lotniczych, często wykorzystywany do ćwiczeń w ramach NATO. |
| Golnice             | na północny zachód od miasta Bolesławiec, na zachód od wsi Golnice    | nieczynny                 | Dawny tajny poligon radziecki, SZ PRL miały do niego ograniczony dostęp. Obecnie nadal teren wojskowy. |
| Jagodne             | w Lasach Łukowskich, na północny zachód od miasta Łuków               | czynny                    | Poligon lądowy, służy jako poligon akademicki Wyższej Szkoły Oficerskiej Sił Powietrznych. |
| Kabat               | Puszcza Bydgoska, na południe od miasta Solec Kujawski                | czynny w latach 1941–1994 | Dawny poligon artyleryjski, podczas II wojny światowej służył do prób z wielolufowymi wyrzutniami „Nebelwerfer”; był powiązany funkcjonalnie z DAG Fabrik Bromberg. |
| Lipa                | na północny zachód od wsi Lipa                                        | czynny                    | Poligon Wojsk Lądowych. |
| Muszaki             | na wschód od miasta Nidzica, koło wsi Muszaki                         | nieczynny                 | Były poligon czołgowy i chemiczny. Oficjalnie zamknięty w 1993, tereny sporadycznie wykorzystywane do ćwiczeń wojskowych. |
| Nadarzyce           | na północny zachód od wsi Nadarzyce                                   | czynny                    | Poligon lotniczy (największy w Europie), wyposażony w bombowe pole robocze. Dawne lotnisko i stojące w jego okolicy wycofane z użytku samoloty wykorzystywane są jako cele. Dawniej razem z poligonami w Bornem Sulinowie i Okonku tworzył zespół poligonów Północnej Grupy Wojsk Armii Radzieckiej. |
| Nowa Dęba           | na wschód od miasta Nowa Dęba                                         | czynny                    | Poligon wojsk lądowych. |
| Okonek              | na zachód od miasta Okonek                                            | nieczynny                 | Dawny poligon czołgowy, wycofany z użytkowania w połowie lat 90 XX w. Razem z poligonami w Bornem Sulinowie i Nadarzycach tworzył zespół poligonów Północnej Grupy Wojsk Armii Radzieckiej. |
| Orzysz              | na południowy wschód od miasta Orzysz                                 | czynny                    | Zarządzany przez Ośrodek Szkolenia Poligonowego Wojsk Lądowych Orzysz z siedzibą w Bemowie Piskim. |
| Podborsko           | na południowy wschód od miasta Białogard, koło wsi Podborsko          | nieczynny                 | Dawny poligon lotniczy, wycofany z użytkowania w połowie lat 90 XX w. |
| Przemków-Trzebień   | między miastem Przemków a wsią Trzebień                               | nieczynny                 | Dawny lotniczy poligon niemiecki, rozszerzony później przez wojska radzieckie w kierunku wsi Trzebień. Wycofany z użytkowania, nadal należy do wojska. |
| Przejęsław          | na północny zachód od wsi Osiecznica                                  | nieczynny                 | Dawny poligon artyleryjski należący do wojsk radzieckich. |
| Pstrąże (Strachów)  | na zachód od wsi Kozłów                                               | nieczynny                 | Dawny poligon niemiecki, obecnie zaplecze koszarowe i magazynowe poligonu Żagań – Świętoszów. |
| Radomyśl nad Sanem  | na Sanie, niedaleko ujścia do Wisły                                   | czynny czasowo            | Poligon służący do ćwiczenia przepraw rzecznych i budowy mostów pontonowych. |
| Strzepcz            | na południowy wschód od miasta Lębork, między wsiami Strzepcz i Osiek | czynny                    | Ośrodek Szkolenia Poligonowego Wojsk Specjalnych |
| Ślubowo             | między miastami Mława i Chorzele                                      | czynny czasowo            | Poligon Instytutu Technicznego Wojsk Lotniczych. |
| Stalowa Wola        | między miastami Stalowa Wola i Nowa Dęba                              | czynny                    | Poligon - ośrodek badania uzbrojenia Instytutu w Zielonce. |
| Toruń               | na południe od miasta Toruń                                           | czynny                    | Poligon artyleryjski, jeden z najstarszych w Polsce i na świecie. |
| Ustka-Wicko Morskie | na wybrzeżu, między miejscowościami Jarosławiec i Ustka               | czynny                    | Poligon Sił Powietrznych, wojsk przeciwlotniczych a także Marynarki Wojennej. |
| Wędrzyn             | na południowy wschód od miasta Sulęcin                                | czynny                    | Poligon Wojsk Lądowych, wyposażony m.in. w pas taktyczny ćwiczeń czołgowych oraz pole ćwiczeń Wojsk Specjalnych. |
| Zielonka            | na północny wschód od Warszawy                                        | czynny czasowo            | Dawny poligon wojskowy. Nie są tam już prowadzone intensywne ćwiczenia, choć teren nadal jest wykorzystywany przez wojsko np. przez Wojskowy Instytut Techniczny Uzbrojenia |
| Żagań-Świętoszów    | na południe i południowy wschód od miasta Żagań                       | czynny                    | Ośrodek Szkolenia Poligonowego, połączone poligony Żagań (Karliki) i Świętoszów, zapleczem poligonów jest również dawny poniemiecki poligon w Pstrążu. |

## Poligony garnizonowe w Polsce
W Polsce istnieje wiele mniejszych poligonów, najczęściej służących lokalnym garnizonom. Przeważnie nie są obszarami zamkniętymi i często oprócz ćwiczeń wojskowych odbywają się na nich różnorakie imprezy plenerowe, są również wykorzystywane przez miłośników airsoftu czy motocrossu. Do takich poligonów należą m.in.:
- Bartoszyce (dwa poligony wokół miasta)
- Białystok (poligon Zielona)
- Braniewo (nieczynny poligon Pierzchały oraz poligony wokół miasta)
- Brodnica (poligon chemiczny Wapno-Kominy)
- Brzeg (poligon wodny Prędocin)
- Bydgoszcz (poligon Jachcice)
- Choszczno (poligon Oraczewice)
- Częstochowa (poligon Nierada)
- Dębica (nieczynny poniemiecki poligon Blizna)
- Elbląg (poligon Modrzewina)
- Gdańsk (poligon Jasień)
- Giżycko (poligon Pierkunowo-Świdry)
- Gniezno (artyleryjski plac ćwiczeń Gębarzewo)
- Gołdap
- Górowo Iławeckie (nieczynny poligon Kamieńsk)
- Grudziądz (poligon Grupa)
- Gubin (poligon Bieżyce)
- Hrubieszów
- Kielce (poligon Bukówka)
- Kołobrzeg (poligon Grzybowo oraz dwa inne place ćwiczeń wokół miasta)
- Kożuchów
- Kraków (poligon Pasternik)
- Krosno Odrzańskie (poligon Łochowice i poligon Biała Góra)
- Kwidzyn (poligon Rakowiec)
- Leszno (poligon Wyciążkowo)
- Lębork (poligon Sokołówka)
- Lidzbark Warmiński
- Lublin
- Lubliniec (poligon Koszęcin)
- Łambinowice
- Łódź (poligon Brus)
- Malbork (poligon Wielbark)
- Międzyrzecz (dwa poligony wokół miasta: poligon Nietoperek [strzelnica czołgowa] i Wojciechowo [strzelnica piechoty, strzelnica artyleryjska, rzutnia granatów)
- Morąg
- Nisko (poligon Nisko-Las)
- Oleśnica (poligon Spalice-Cieśle)
- Olsztyn (poligon Pieczewo)
- Opole (poligon Górki)
- Ostróda (poligon Kajkowo)
- Piła (poligon Podlasie)
- Pruszcz Gdański (poligon Lublewo / Kolbudy)
- Pułtusk
- Siedlce (poligon Białki)
- Sieradz (poniemiecki poligon Monice)
- Skierniewice
- Skwierzyna (poligon Katarzynki)
- Słubice (poligon Kunowice)
- Stargard
- Sulechów (dwa poligony wokół miasta)
- Szczecin (poligon Bezrzecze)
- Tarnowskie Góry (poligon Czarna Huta)
- Tczew (poligon Górki)
- Trzebiatów – Plac Ćwiczeń Taktycznych "Merida" oraz pas taktyczny Sadlno
- Wałcz
- Węgorzewo
- Włocławek (poligon Grzywno-Ostrowy)
- Wrocław (poligon Golewo)
- Zamość (poligon Bortatycze)
- Zgorzelec (poligon Ujazd)
- Zielona Góra (poligon Czerwieńsk)
- Żagań (poligon Gryżyce)
- Żary